# Bitwa pod Mulczycami

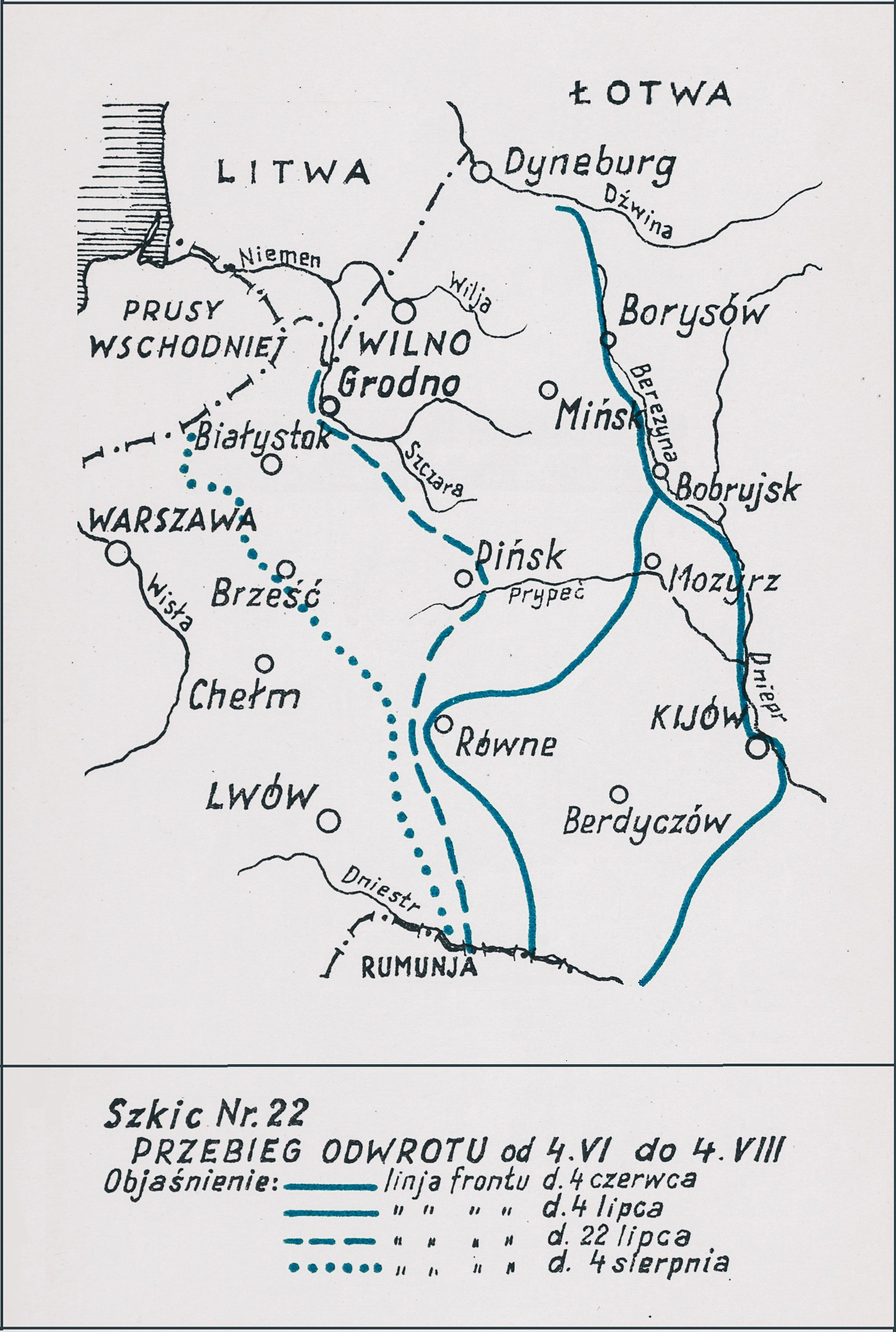
Adam Przybylski,
Wojna Polska 1918–1921

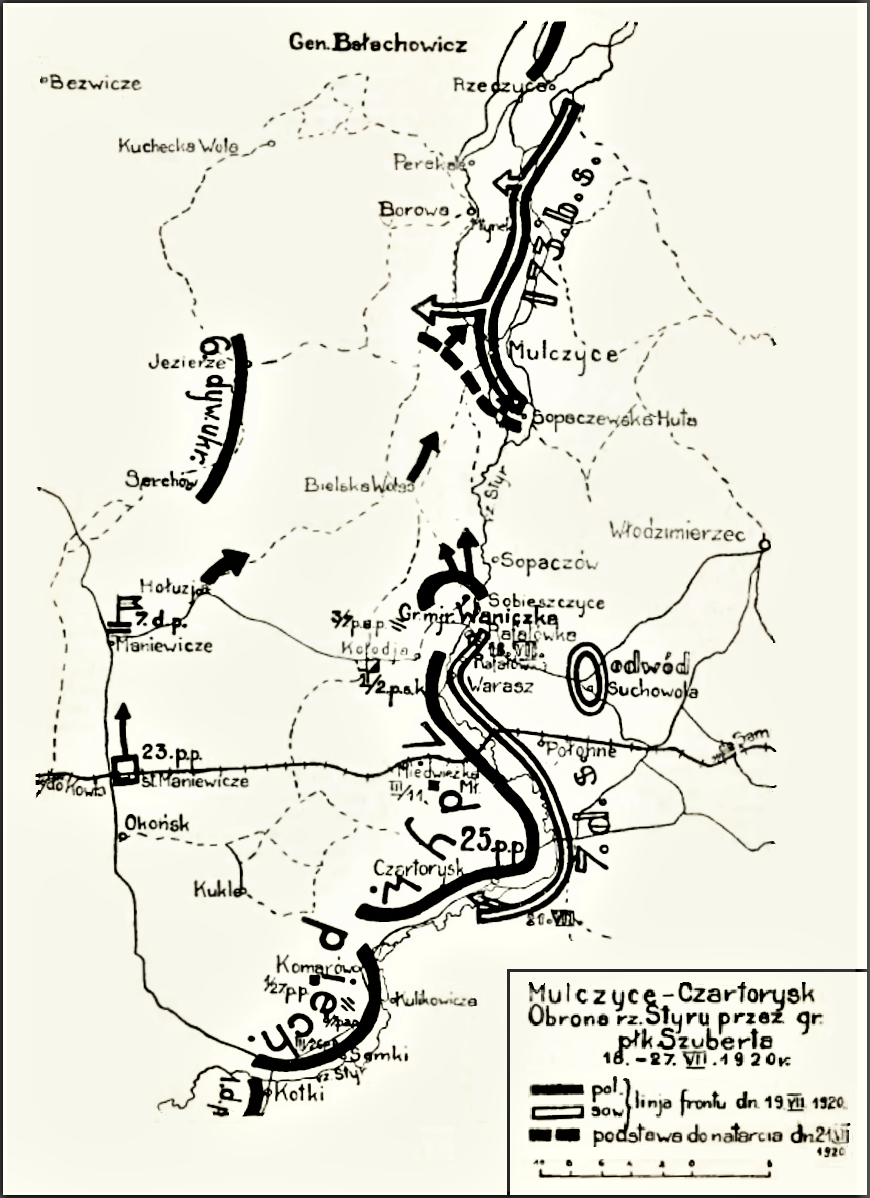
Mulczyce – Czartorysk. Obrona Styru przez grupę płk Karola Schuberta 18 – 27 lipca 1920

Bitwa pod Mulczycami – walki polskiej 7 Dywizji Piechoty płk. Karola Schuberta i ukraińskiej 6 Siczowej Dywizji Strzelców płk. Marka Bezruczki z sowiecką 7 Dywizją Strzelców w okresie ofensywy Frontu Południowo-Zachodniego w czasie wojny polsko-bolszewickiej.

## Sytuacja ogólna
26 maja na Ukrainie wojska sowieckiego Frontu Południowo-Zachodniego przeszły do ofensywy, a już 5 czerwca trzy dywizje sowieckiej 1 Armii Konnej Siemiona Budionnego przełamały trwale polski front pod Samhorodkiem na odcinku obrony grupy gen. Jana Sawickiego. 10 czerwca odwrót spod Kijowa w kierunku na Korosteń rozpoczęła polska 3 Armia gen. Edwarda Rydza-Śmigłego, 16 czerwca dotarła do Uszy, a 22 czerwca większość sił posiadała już na Uborci. W ostatnich dniach czerwca poszczególne związki operacyjne Frontu Ukraińskiego, dowodzonego już przez gen. Edwarda Rydza-Śmigłego, ugrupowane były w następujący sposób: Armia Ukraińska gen. Omelianowicza-Pawlenki skupiona była nad Dniestrem, w kierunku granicy z Rumunią, 6 Armia gen. Wacława Iwaszkiewicza-Rudoszańskiego zajmowała odcinek frontu Dniestr–Chmielnik–Lubar, nowo sformowana 2 Armia gen. Kazimierza Raszewskiego znajdowała się na linii rzek Słucz i Horyń, a 3 Armia gen. Edwarda Rydza-Śmigłego rozlokowana była nad Uborcią.
27 czerwca 1 Armia Konna przełamała polską obronę na Słuczy na południe od Zwiahla, na odcinku bronionym przez I Brygadę Piechoty (rez.). Kawaleria Budionnego wdarła się w lukę między lewym skrzydłem 6 Armii, a grupą gen. Leona Berbeckiego z 2 Armii. 28 czerwca padł Korzec, a 3 Dywizja Piechoty Legionów wycofała się za Horyń. 29 czerwca dowództwo polskiego Frontu Ukraińskiego przygotowało plan uderzenia na sowiecką 1 Armię Konną. Uderzyć miały jednocześnie 1. i 3 Dywizja Piechoty Legionów oraz 6 Dywizja Piechoty. Szczególne zadanie otrzymała 18 Dywizja Piechoty gen. Franciszka Krajowskiego. Miała ona doścignąć jazdę Budionnego i związać ją walką. Polski plan pobicia 1 Armii Konnej pod Korcem nie powiódł się i 2 lipca strona polska zaniechała działań ofensywnych w tym rejonie. 3 lipca 1 Armia Konna sforsowała Horyń i rozpoczęła się kilkudniowa bitwa pod Równem zakończona porażką 2 Armii gen. Kazimierza Raszewskiego. Nie zdołano rozbić 1 Armii Konnej ani zadać takich strat, które wyraźnie obniżyłyby jej wartość bojową.
9 lipca Naczelne Dowództwo WP wydało dyrektywę operacyjną do kontrofensywy. Wyznaczała ona rubież ostatecznego odwrotu wojsk walczących na Ukrainie. Wojska Frontu Południowo-Wschodniego miały przyjąć następujące ugrupowanie: 2 Armia miała zająć rejon Łuck–Rożyszcze, 3 Armia rejon Kołki–Rafałówka. 6 Armia miała osłaniać linię Zbrucza, a siły główne utrzymywać w rejonie Brody–Zbaraż. Na tej podstawie, 10 lipca dowódca Frontu Ukraińskiego, gen. Edward Rydz-Śmigły, wydał wojskom 2 Armii gen. Raszewskiego i 3 Armii gen. Zygmunta Zielińskiego rozkaz odwrotu za Styr.

## Walki pod Mulczycami
Wykonując rozkaz dowódcy 3 Armii, 7 Dywizja Piechoty obsadziła pozycje obronne na  południe od Mulczyc. Od Sopaczewa na Nowosiółek linii Styru broniła sojusznicza 6 Dywizja Strzelców płk. Bezruczki. Nocą z 19 na 20 lipca oddziały sowieckiej 7 Dywizji Strzelców znalazły lukę w ugrupowaniu ukraińskiej dywizji i zmusiły ją do pospiesznego odwrotu znad Styru. W rejonie Bielska Wola – Mulczyce front polski został przerwany.
Celem likwidacji włamania, płk Karol Schubert sformował grupę uderzeniową pod dowództwem mjr. Ryszarda Waniczaka. W jej skład weszły: 6 kompania 26 pułku piechoty, kompania 25 pułku piechoty, kompania 11 pułku piechoty i dywizjon 2 pułku strzelców konnych. 20 lipca grupa przeszła do działania; zaatakowała lewe skrzydło oddziałów sowieckich i w walce dotarła wieczorem Mulczyc. Tu jej natarcie załamało się. 21 lipca w rejon walk przybył odwodowy 23 pułk piechoty. Dowódca 23 pp, płk Bożesław Wolski, objął dowództwo nad całością walczących sił i jeszcze tego samego dnia odbito Bielską Wolę, a kolejnego dnia Mulczyce. Sowieci kontratakowali. Przełamali obronę 2 kompanii 23 pp, potęgując uderzenie dwoma kolumnami, zmusili III batalion do opuszczenia Mulczyc, a kolumną południową zaatakowali Bielską Wolę, miejsce postoju dowództwa pułku, artylerii i taborów. Działania na kierunku południowym podjął II/23 pułku piechoty. Uderzył on na Sowietów i odzyskał stanowiska nad rzeką. 23 lipca oddziały polskie i ukraińskie wyparły w całości 7 Dywizję Strzelców za Styr, ale wobec ogólnej sytuacji 27 lipca Polacy opuścili linię Styru i rozpoczęli odwrót na Kowel.

## Bilans walk
W walkach pod Mulczycami Polacy odnieśli zwycięstwo taktyczne i obronili linię Styru. Straty to 149 poległych i rannych.